# Henry Rowley Bishop
Sir Henry Rowley Bishop (ur. 18 listopada 1786 w Londynie, zm. 30 kwietnia 1855 tamże) – brytyjski kompozytor i dyrygent.

## Życiorys
Syn sklepikarza, w wieku 13 lat podjął pracę w sklepie muzycznym swojego kuzyna. Początkowo miał zamiar zostać dżokejem, poświęcił się jednak ostatecznie muzyce. Był uczniem Francesco Bianchiego. W latach 1810–1824 był dyrektorem muzycznym Covent Garden Theatre w Londynie. W 1813 roku był jednym ze współzałożycieli Philharmonic Society of London, z którym występował jako dyrygent. W 1824 roku został dyrektorem muzycznym Theatre Royal przy Drury Lane, następnie od 1830 do 1840 roku był dyrektorem muzycznym Vauxhall Gardens. W latach 1840–1848 dyrygował Concerts of Ancient Music.
W 1839 roku uzyskał stopień Bachelor of Music na Uniwersytecie Edynburskim, gdzie w latach 1841–1843 wykładał. Od 1848 roku wykładał na Uniwersytecie Oksfordzkim, gdzie w 1853 roku uzyskał stopień Master of Music. W 1842 roku otrzymał tytuł szlachecki. Był żonaty ze śpiewaczką Sarah Lyon (od 1809), a następnie ze śpiewaczką Anną Bishop (od 1831), która porzuciła go dla Nicolasa-Charles’a Bochsy.

## Twórczość
Był autorem m.in. opery Aladdin (wyst. Londyn 1826), kantat Waterloo (1826), The Seventh Day (1833) i The Departure from Paradise (1836), baletu Tamerlan and Bajazet (1806). Olbrzymią popularność zdobyła sobie jego pieśń pt. „Home, Sweet Home” z opery Clari, or The Maid od Milan (wyst. Londyn 1823), napisana do tekstu Johna Howarda Payne’a.